# Jane O'Brien
Jane O'Brien est un scénariste et producteur de télévision américain né en 1967. Il est principalement connu pour son travail sur les séries télévisées Les Simpson et Futurama.

## Filmographie

### Scénariste

#### PourLes Simpson
| Année | Titre              | Titre original    | Saison | Épisode | Réalisateur     |
| ----- | ------------------ | ----------------- | ------ | ------- | --------------- |
| 1998  | La Graisse antique | Lard of the Dance | 10     | 1       | Dominic Polcino |

#### Autre
- 1996-1997 : Cybill (3 épisodes)
- 2000 : Battery Park (1 épisode)

### Producteur
- 1992 : Friday Night
- 1998 : Costello (3 épisodes)
- 1999-2000 : Futurama (20 épisodes)
- 2000 : Battery Park
- 2002 : Britain's Brainiest

### Autres
- 1994-1998 : Les Simpson : assistant producteur et rédacteur en chef (45 épisodes)
- 1996-1997 : Cybill : rédacteur en chef (6 épisodes)